# Гренландська кухня

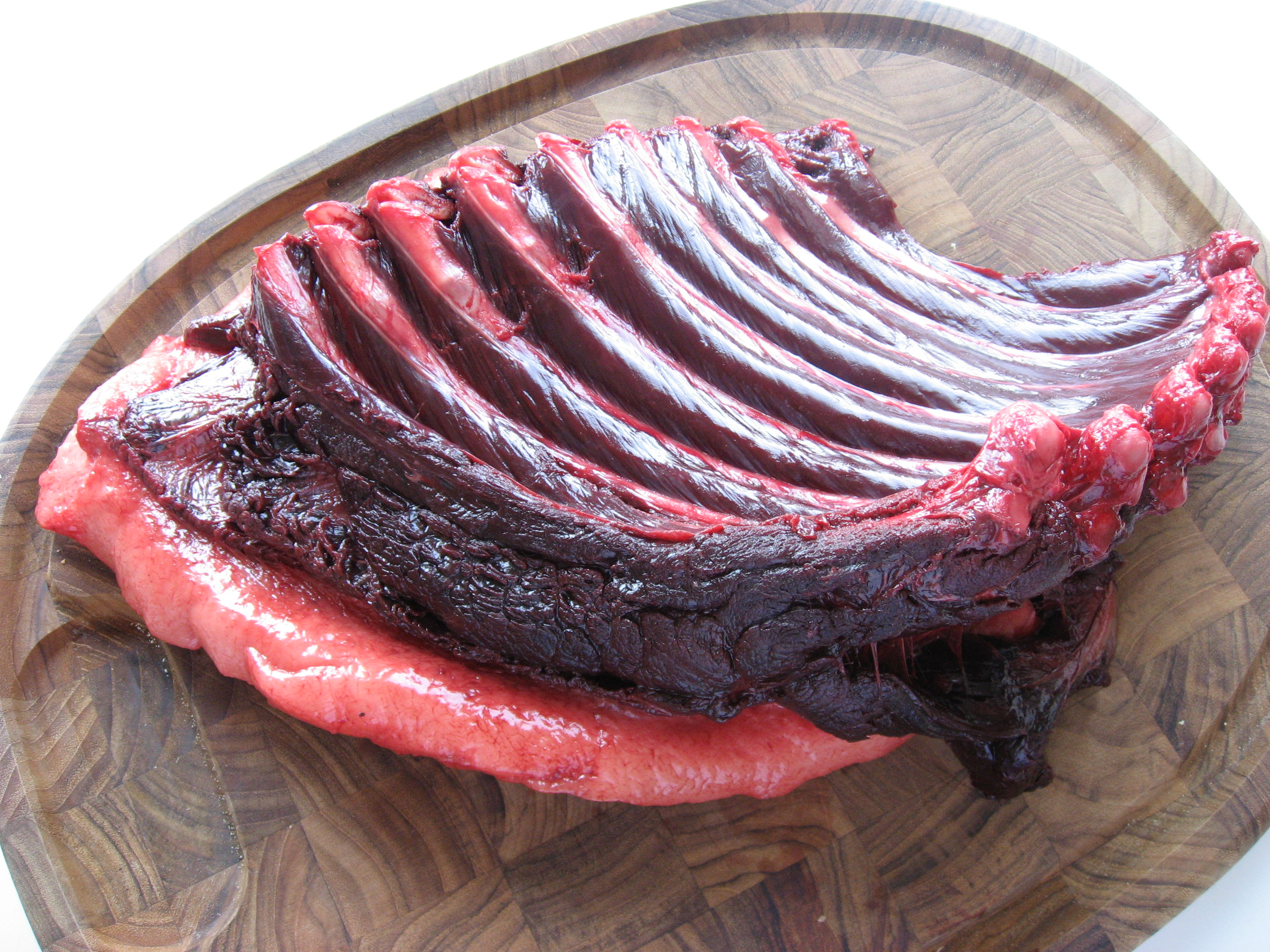
М’ясо тюленя

Гренландська кухня – традиційна кухня Гренландії на основі м'яса морських ссавців, птахів, риби та оленини, що містить високий рівень протеїну. Після колонізації та появи міжнародної торгівлі на гренландську кухню дедалі більше впливали кухні інших народів, головним чином данської, британської, американської та канадської. Влітку, коли погода тепліша, їжу часто їдять на вулиці.

## Національна страва
Національною стравою Гренландії є суаасат, традиційний гренландський суп. Його часто виготовляють із тюленів, китів, північних оленів чи морських птахів. Суп часто включає цибулю та картоплю, і просто приправляється сіллю та перцем або лавровим листом. Суп часто згущують рисом або замочують ячмінь у воді на ніч, щоб крохмаль вимивався у воду. Це також традиційна їжа інуїтів.

## М'ясо

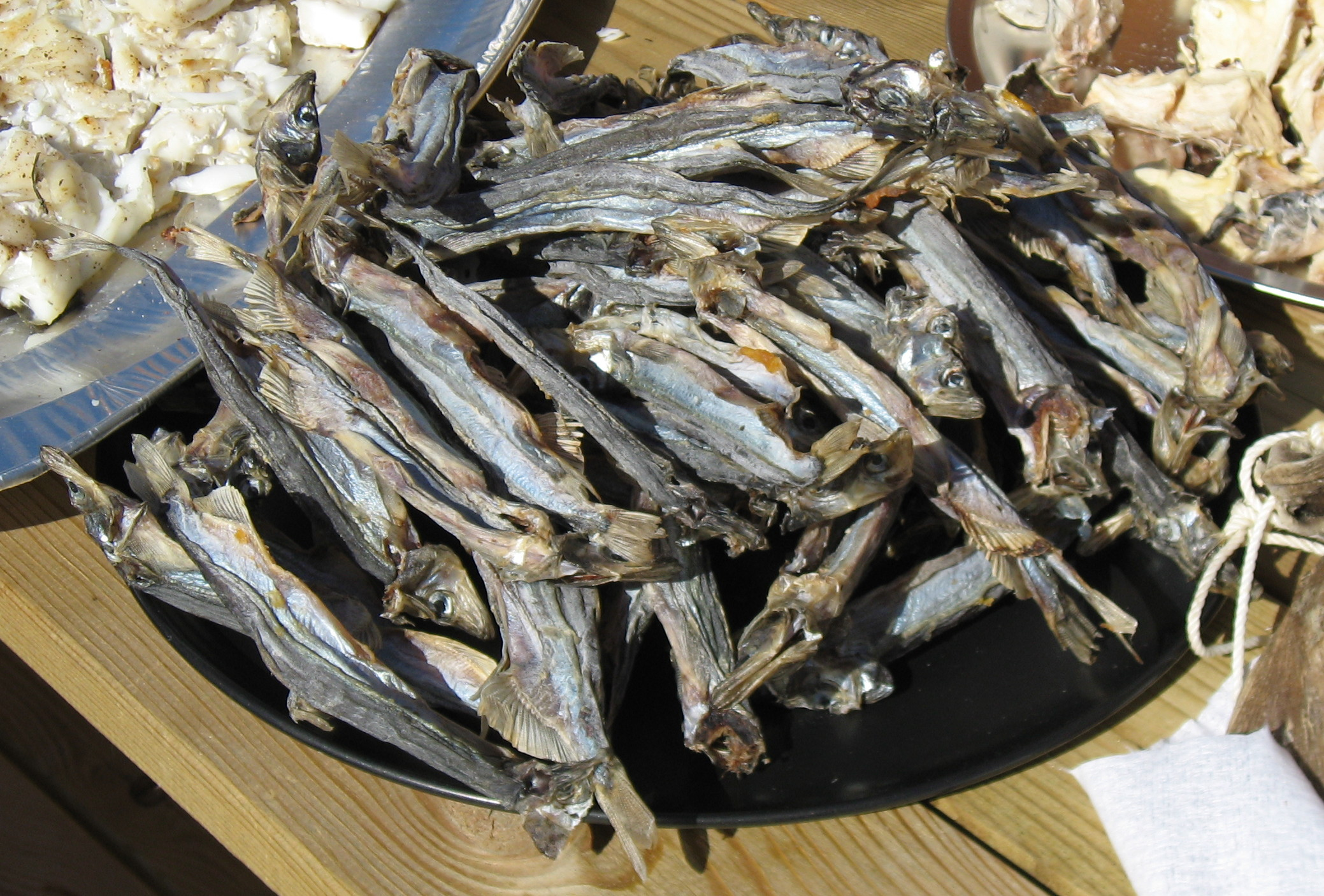
Сушена мойва

Незважаючи на заборону комерційного китобійного промислу, в гренландській кухні все ще присутня значна частка китового м'яса, в основному в національній страві суаасат. 
Страви включають м'ясо карибу, баранину, мускусного бика. Вівчарство та розведення великої рогатої худоби були поширені в Гренландії скандинавами. На карибу полюють восени, на лисиць і зайців — цілий рік, на овцебика — навесні, на білого ведмедя — навесні й восени. М’ясо можна варити, сушити, заморожувати, ферментувати або іноді їсти сирим. Печінка карибу вживається в сирому вигляді, відразу після полювання.
Однією з найвпізнаваніших страв Гренландії є ківіак — м’ясо альків, загорнуте в шкуру тюленя.

## Овочі та фрукти

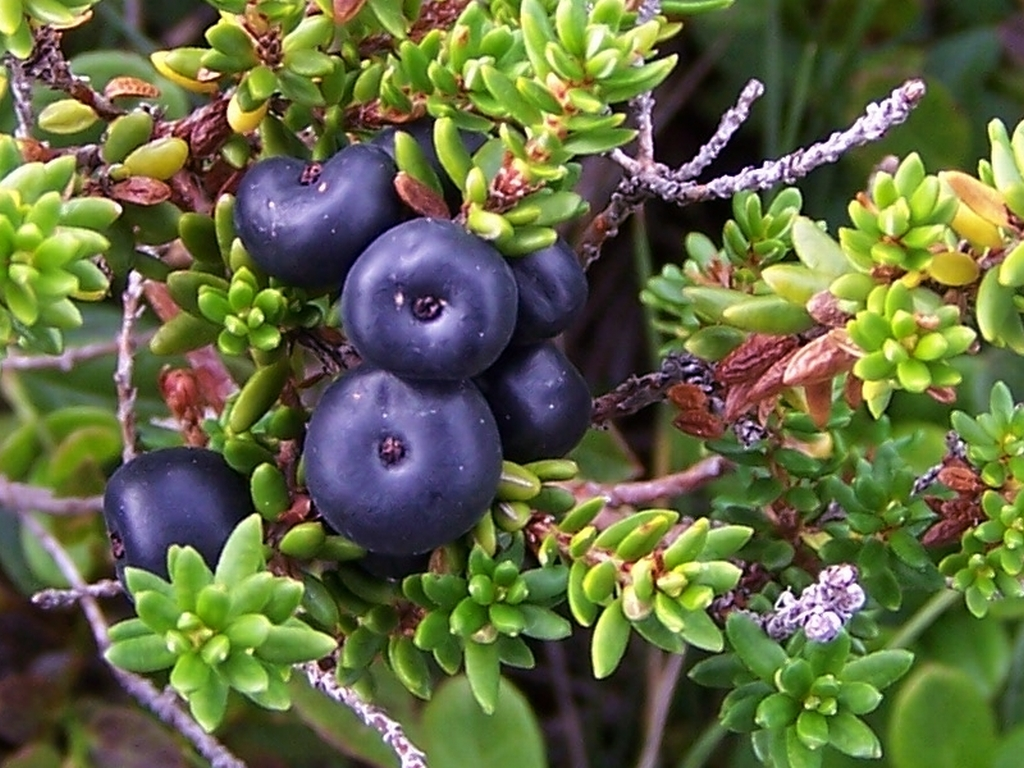
Водянка чорна (Empetrum nigrum)

Крижаний покрив Гренландії вкриває більшу частину країни, залишаючи лише невелику ділянку землі на півдні, придатну для масового вирощування певних овочів та фруктів. Чорниця та водянка чорна (Empetrum nigrum), зібрані восени, часто прикрашають торти та інші десерти. Ягідні компоти додають до м'ясних страв. 
Крім іншого, на острові висаджують моркву, ріпу, цвітну та качанну капусту. Найбільший урожай овочів отримують на дослідній станції Упернав'ярсук. Є дві великі теплиці і навіть великі поля просто неба. Крім того, мешканці часто обробляють землю навколо своїх будинків, створюючи невеликі городи.

## Напої

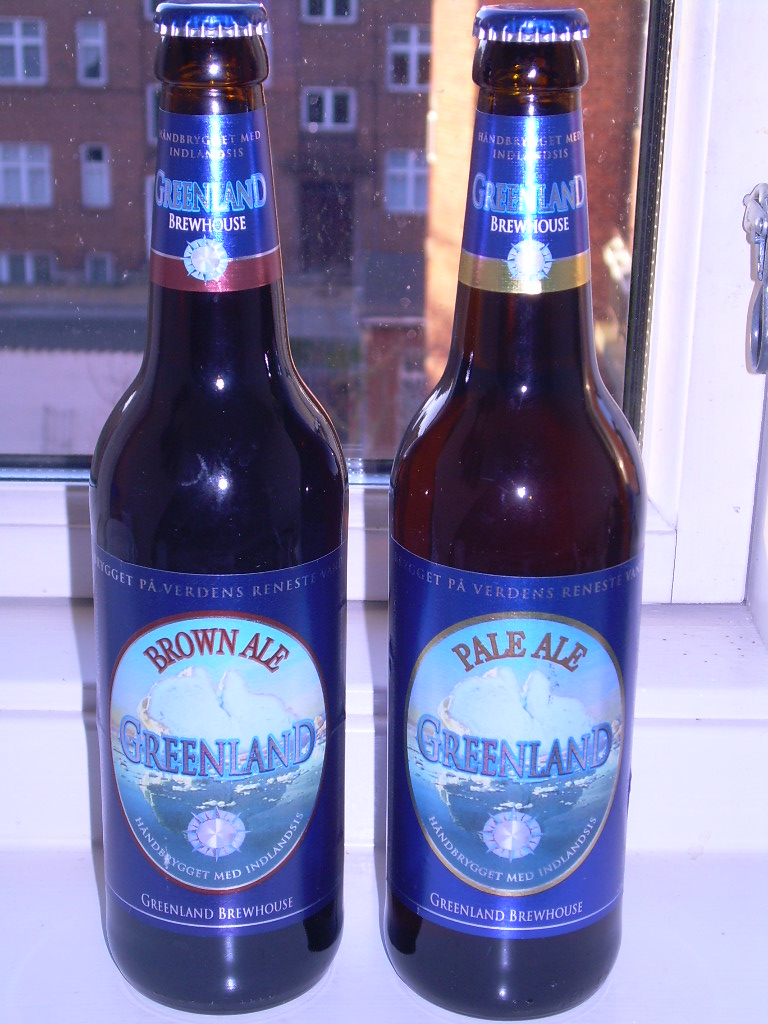
Гренландське пиво

Найпопулярнішим напоєм у Гренландії є кава, яку п’ють як під час їжі, так і окремо. У Гренландії також споживають кавовий напій, виготовлений із кави, віскі, лікеру калуа та збитих вершків.
Основними алкогольними напоями Гренландії є пиво та горілка, виготовлені на основі води, що надходить безпосередньо з льодовиків. До 1954 року продаж алкоголю в Гренландії був суворо обмежений, тому домашнє пивоваріння дуже популярно. 